# 건양대학교
건양대학교(建陽大學校, 영어: Konyang University)는 대한민국 충청남도 논산시와 대전광역시 서구에 소재한 대한민국의 사립 대학이다.
진리탐구, 역사창조, 인류봉사를 건학이념으로 김희수가 1990년 설립하여 1991년 개교한 사립 대학으로, 정직(正直)을 교시로 삼고 있다.

## 연혁
1988년 12월 19일, 학교법인 건양학원은 대학 설립을 준비하고, 1990년 11월 28일, 건양대학을 설립한다. 이듬해 3월 2일 개교하였고, 1992년 4월 1일 대학 명칭 일원화 정책에 따라 건양대학교로 교명을 변경한다. 1999년 10월, 건양대학교병원을 설립하여 현재에 이르고 있다.
2021년 5월, 제2병원을 개원했다. 또한 2021년에 개교 30주년을 맞이하였다. 2022년 8월 제12대 총장으로 병원경영학과 교수 김용하가 취임하여 총장직을 수행하고 있다.

## 교육편제
건양대학교는 "가르쳤으면 책임져야 한다"는 교육철학을 바탕으로 창의형 전문인, 글로벌 도전인, 나눔의 교양인을 인재상으로 설정하여 교육을 실시한다. 학부와 대학원 과정을 모두 편제하며, 학부는 3개 대학과 6개 계열에 49개 학부·과, 대학원의 경우 일반 1개원과 특수 5개원이 설치되어 있다.

### 학부
건양대학교 학부 과정은 학부·과 및 전공을 설치하여 학사 학위 수여를 목적으로 이뤄진다. 현재 단과대학은 의과대학, 간호대학, AI·SW융합대학 등 3개 대학이 설치되어 5개 학부·과가 편제되어 있으며, 이 외에 학부·과 및 전공은 건양대학교가 자체적으로 분류하는 의과학계열, 의료공과계열, 재활복지계열, 글로벌경영계열, 군사경찰계열, 창의융합계열 등에 편제하고 있다.
글로컬캠퍼스의 경우 AI·SW융합대학 등 1개 단과대학이 설치되어 있고, 재활복지계열, 글로벌경영계열, 군사경찰계열, 창의융합계열의 학부·과 및 전공 등 대부분의 과정이 편제되어 있다.
메디컬캠퍼스는 의과대학, 간호대학 등 2개 단과대학을 설치하고, 연계 교육 과정으로 볼 수 있는 의과학계열과 의료공과계열의 학부·과 및 전공을 편제한다. 의과대학 및 간호대학의 수련병원인 대학병원이 캠퍼스 내 위치하며, 글로컬캠퍼스의 유아교육과의 수련을 위한 부속유치원 역시 설치되어 있다.

### 대학원
건양대학교의 대학원 과정은 일반 1개원, 특수 5개원으로 구성한다. 특수대학원으로 경영사회복지대학원, 보건복지대학원, 군사경찰행정대학원, 상담대학원, 바이오융합대학원이 설치되어 있다.

## 캠퍼스 풍경
건양대학교는 충청남도 논산시와 대전광역시에 캠퍼스를 둔 사립 대학이다. 1991년 개교 당시부터 충청남도 논산시 일대 설치된 글로컬캠퍼스를 본부 캠퍼스로, 1999년 건양대학교병원 개원 즈음부터 조성한 대전광역시 서구 일대 조성된 메디컬캠퍼스를 이원화 캠퍼스로 공시하고 있다.

### 창의융합캠퍼스
건양대학교 창의융합캠퍼스는 약 20만m²의 부지 규모로, 논산시 내동과 은진면에 걸쳐 위치한다. 개교 당시부터 존재하던 대학본부 역할을 수행하는 캠퍼스로써, 명곡정보관, 인문학관, 경상학관, 자연학관, 건양회관, 의료공학관, 산학협력관, 이노비전센터 등 약 17동의 건축물이 위치하고 있다.
캠퍼스 남동편을 감싸는 대학로를 통해 접근이 가능하다.

### 메디컬캠퍼스
건양대학교 메디컬캠퍼스는 약 15만m²의 교지로, 대전광역시 서구 관저동에 위치한다. 1999년 건양대학교병원 개원부터 조성된 캠퍼스로써, 명곡의학관, 간호학관, 보건학관, 죽헌정보관 등 약 12동의 건축물이 위치하고 있다. 또한, 건양사이버대학교와 건양대학교부속유치원 등이 위치하고 있다.
캠퍼스 남부 계백로 혹은 서부 관저동로 등을 통해 진입이 가능하다.

### 대학병원 및 기타 대학 시설
건양대학교의 운영 법인인 학교법인 건양교육재단은 건양대학교의료원을 설치하고 대전광역시 서구 메디컬캠퍼스의 본원, 충청남도 부여군에 부여병원 등을 수련병원으로 운영하고 있다. 건양대학교병원은 2000년 개원하였으며, 건양대학교부여병원은 2007년부터 개원하였다.

## 같이 보기
- 건양교육재단
- 건양대학교병원
- 건양사이버대학교
- 건양대학교 병설 건양고등학교
- 건양대학교 병설 건양중학교

## 주해
1. ↑  캠퍼스 서부가 내동에, 동부가 은진면에 위치한다.